# 国民栄誉賞

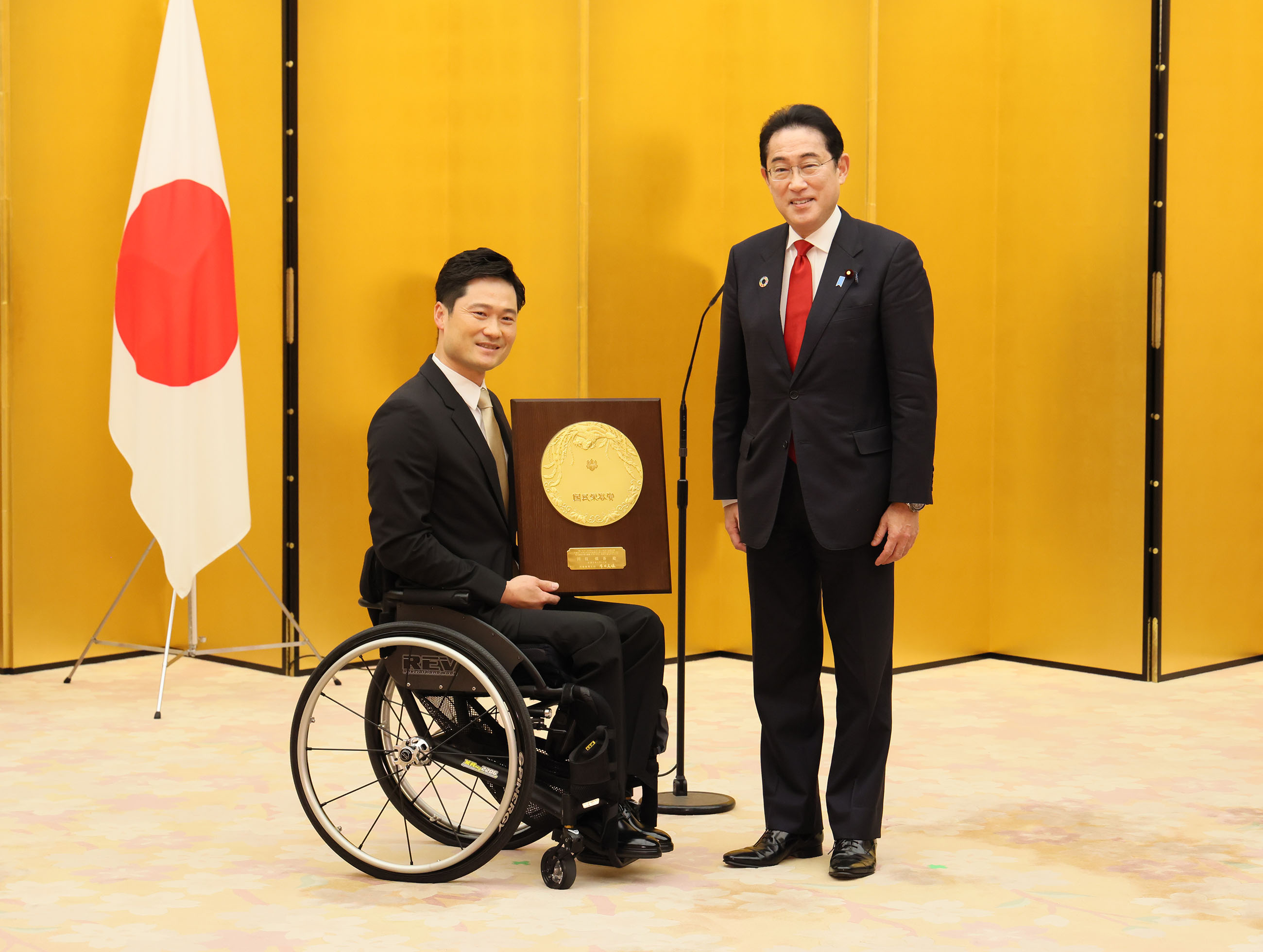
国枝慎吾の国民栄誉賞授賞式（2023年3月）

国民栄誉賞（こくみんえいよしょう）は、日本の内閣総理大臣表彰のひとつ。賞は1977年（昭和52年）8月に定められた国民栄誉賞表彰規程に基づいて授与され、当時の首相・福田赳夫により創設された。これまでに27人と1団体が受賞している。
内閣総理大臣や政権による表彰としては、本賞成立以前の1966年（昭和41年）に当時の総理大臣・佐藤栄作が創設した「内閣総理大臣顕彰」があったが対象が6種に限定されており、プロスポーツ選手への適用が困難だったため、内閣総理大臣・福田赳夫が通算本塁打の世界記録更新を控えたプロ野球選手・王貞治への表彰にと発案した。

## 概要

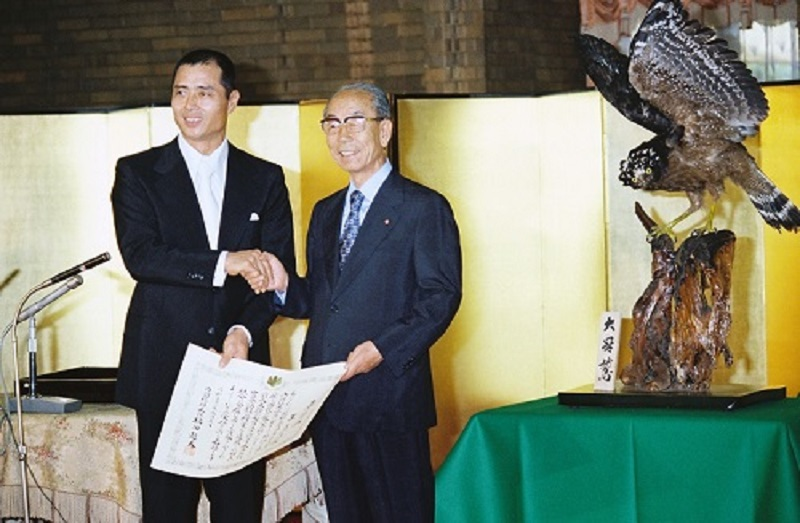
王貞治の国民栄誉賞授賞式（1977年9月）

1977年（昭和52年）、当時の内閣総理大臣・福田赳夫が、本塁打世界記録を達成したプロ野球選手・王貞治を称えるために創設したのが始まりである。背景には、先に設置されていた内閣総理大臣顕彰が「学術および文化の振興に貢献したもの」など6つの表彰対象を定めていた反面、プロ野球選手を顕彰した前例がなかったという事情があった。また王は叙勲には若過ぎたということもあり、そのため、より柔軟な表彰規定を持つ顕彰として創設されたのが本賞である。
本賞は、1977年（昭和52年）8月30日に内閣総理大臣決定で制定された国民栄誉賞表彰規程に基づいており、その目的は「広く国民に敬愛され、社会に明るい希望を与えることに顕著な業績があったものについて、その栄誉を讃えること」と規定されている。表彰の対象は、「内閣総理大臣が本表彰の目的に照らして表彰することを適当と認めるもの」であり、かなり幅広い解釈が可能である。最初の授賞者である王が中華民国籍であったことからも明らかなように、日本国籍の所持は要件にない。また公開されている授与基準の他に、「これまで功績を積み重ねてきた上に、さらに歴史を塗り替える、突き抜けるような功績をあげた」という「暗黙の了解」を満たしていることも必要だという。
本賞の表彰の仕方を定めた国民栄誉賞表彰規程実施要領では表彰の候補者について、「民間有識者の意見を聞く」と定めており、首相の要望だけでは決められない仕組みになっている。有識者は授賞対象者に合った分野から選ばれ、順番に意見が聴取されるという。また、授賞に先立って本人（故人の場合には関係者）への打診が行われ、正式な検討手続きは受賞の意思が確認された後に開始される。
受賞者には「表彰状及び盾」の正賞のほか、「記念品又は金一封」が副賞として贈られる。ただし、2021年時点で「金一封」で授与された者がいないため、明確な金額は現在まで（贈られる側からは勿論のこと、贈る側の政府からも）公表されていない。ほぼ全ての報道関係者が「およそ100万円」と考察しているが、基準も目安も不明なため現状において推測に過ぎない。羽生結弦が副賞の「記念品又は金一封」のどちらも辞退した例はあるものの、すべて記念品の贈呈となっており、多くは銀製品や時計で、そのほか王には鷲の剥製、2011 FIFA女子ワールドカップ日本女子代表には熊野筆の化粧筆7本、吉田沙保里には真珠のネックレス、振袖で表彰を受けた伊調馨には西陣織による金色の帯が贈られている。
贈呈・表彰式は慣例で内閣総理大臣官邸で開催されるが、2013年（平成25年）5月5日に実施された長嶋茂雄・松井秀喜両名への贈呈は特例として東京ドームにおける読売ジャイアンツ主催公式戦の中で松井の引退式を兼ねて実施された。

## 受賞者
これまでに26個人と1団体に対して授与されており、うち12名は没後の受賞であった。2011年（平成23年）には初めて、団体としてのサッカー日本女子代表に授与され、その対象は選手とスタッフの35名となった。
|    | 受賞者氏名 （芸名等）                     | 画像 | 受賞時年齢            | 授賞式開催年月日 （授与内閣）             | 職業                     | 受賞事由・特記事項 | 記念品                        | 他の栄典                                                  |
| -- | ----------------------------------------- | ---- | --------------------- | ----------------------------------------- | ------------------------ | --- | ----------------------------- | --------------------------------------------------------- |
| 1  | 王貞治                                    |      | 37歳                  | 1977年9月5日 （福田赳夫内閣）             | プロ野球選手             | 通算本塁打数世界新記録達成（756本）。 | 鷲の剥製                      | 文化功労者                                                |
| 2  | 古賀正夫 （古賀政男）                     |      | 没後受賞 （満73歳没） | 1978年8月4日 （福田赳夫改造内閣）         | 作曲家                   | 独自の曲調「古賀メロディー」作曲による業績。 | 懐中時計                      | 従四位 勲三等瑞宝章 紫綬褒章 銀杯一個（菊紋）             |
| 3  | 長谷川一夫                                |      | 没後受賞 （満76歳没） | 1984年4月19日 （第2次中曽根内閣）         | 俳優                     | 真摯な精進 卓越した演技と映画演劇界への貢献。次の植村と共に初の複数人同時受賞となった。 | 銀製飾り額 花挿し             | 勲三等瑞宝章 紫綬褒章 銀杯一個（菊紋）                    |
| 4  | 植村直己                                  |      | 没後受賞 （満43歳没） | 1984年4月19日 （第2次中曽根内閣）         | 冒険家                   | 世界五大陸最高峰登頂など。上の長谷川と共に初の複数人同時受賞となった。 | 陶製壺                        |                                                           |
| 5  | 山下泰裕                                  |      | 27歳                  | 1984年10月9日 （第2次中曽根内閣）         | 柔道選手                 | 柔道における真摯な精進。前人未踏の記録達成など。 | 置き時計                      | 紫綬褒章 銀杯一組（菊紋）                                 |
| 6  | 衣笠祥雄                                  |      | 40歳                  | 1987年6月22日 （第3次中曽根内閣）         | プロ野球選手             | 連続試合出場世界新記録達成（2131試合）。 | 銀製レリーフ                  |                                                           |
| 7  | 加藤和枝 （美空ひばり）                   |      | 没後受賞 （満52歳没） | 1989年7月6日 （宇野内閣）                 | 歌手                     | 真摯な精進、歌謡曲を通じて国民に夢と希望を与えた。 | 銀製花瓶                      | 紺綬褒章                                                  |
| 8  | 秋元貢 （千代の富士貢）                   |      | 34歳                  | 1989年9月29日 （第1次海部内閣）           | 大相撲力士               | 通算勝ち星最高記録更新。相撲界への著しい貢献。 | 青磁製壺                      | 従四位 旭日中綬章                                         |
| 9  | 増永丈夫 （藤山一郎）                     |      | 81歳                  | 1992年5月28日 （宮澤内閣）                | 歌手                     | 歌謡曲を通じて国民に希望と励ましを与えた功労。美しい日本語の普及に貢献。 | 懐中時計                      | 従四位 勲三等瑞宝章 紫綬褒章 銀杯一個（菊紋）             |
| 10 | 長谷川町子                                |      | 没後受賞 （満72歳没） | 1992年7月28日 （宮澤内閣）                | 漫画家                   | 家庭漫画（『サザエさん』）を通じて第二次世界大戦後の日本社会に潤いと安らぎを与えた。 | 銀製花瓶                      | 勲四等宝冠章 紫綬褒章                                     |
| 11 | 服部良一                                  |      | 没後受賞 （満85歳没） | 1993年2月26日 （宮澤改造内閣）            | 作曲家                   | 数多くの歌謡曲を作り、国民に希望と潤いを与えた。 | 銀製花瓶                      | 従四位 勲三等瑞宝章 紫綬褒章 銀杯一個（菊紋）             |
| 12 | 田所康雄 （渥美清）                       |      | 没後受賞 （満68歳没） | 1996年9月3日 （第1次橋本内閣）            | 俳優                     | 映画『男はつらいよ』シリーズを通じて、人情味豊かな演技で広く国民に喜びと潤いを与えた。 | 銀製花器                      | 紫綬褒章 銀杯一個（菊紋）                                 |
| 13 | 吉田正                                    |      | 没後受賞 （満77歳没） | 1998年7月7日 （第2次橋本改造内閣）        | 作曲家                   | 独自の曲調「吉田メロディー」の作曲により国民に夢と希望と潤いを与えた。 | 銀製飾り皿                    | 従四位 勲三等旭日中綬章 紫綬褒章                          |
| 14 | 黒澤明                                    |      | 没後受賞 （満88歳没） | 1998年10月1日 （小渕内閣）                | 映画監督                 | 数々の不朽の名作によって国民に深い感動を与えるとともに、世界の映画史に輝かしい足跡を残した。 | 陶製花瓶                      | 従三位 文化勲章 文化功労者 銀杯一組（菊紋）               |
| 15 | 高橋尚子                                  |      | 28歳                  | 2000年10月30日 （第2次森内閣）            | 陸上競技選手             | 2000年シドニーオリンピック女子マラソンで優勝し、陸上競技で日本女子選手初の金メダルを獲得した。 | 腕時計 (パテック・フィリップ) | 銀杯一組（菊紋）                                          |
| 16 | 遠藤実                                    |      | 没後受賞 （満76歳没） | 2009年1月23日 （麻生内閣）                | 作曲家                   | 世代を超えて長く愛唱される、情感に満ちあふれた名曲を数多く世に送り出した。 | 腕時計                        | 正四位 勲三等旭日中綬章 旭日重光章 文化功労者 紫綬褒章    |
| 17 | 村上美津 （森光子）                       |      | 89歳                  | 2009年7月1日 （麻生内閣）                 | 俳優                     | 長年にわたって芸能分野の第一線で活躍し、特に『放浪記』において2000回を超える主演を務めた。現在、存命中に受賞した者の中では最年長記録保持者。 | 腕時計 (オメガ)               | 従三位 文化勲章 勲三等瑞宝章 文化功労者 紫綬褒章          |
| 18 | 森繁久彌                                  |      | 没後受賞 （満96歳没） | 2009年12月22日 （鳩山由紀夫内閣）         | 俳優                     | 芸能の分野において長年にわたり第一線で多彩に活躍。数多くの優れた演技と歌唱は広く国民に愛された。 | 腕時計                        | 従三位 文化勲章 勲二等瑞宝章 文化功労者 紫綬褒章 紺綬褒章 |
| 19 | 2011 FIFA 女子ワールドカップ 日本女子代表 |      | 団体受賞              | 2011年8月18日 （菅第2次改造内閣）         | サッカーチーム           | 東日本大震災などの発生によって日本国民が極めて困難な状況下に置かれるなか、同年のFIFA女子ワールドカップで初優勝を果たし、最後まで諦めないひたむきな姿勢によって国民に爽やかな感動と困難に立ち向かう勇気を与えた。 | 化粧筆 (熊野筆)               | 褒状（紫綬）                                              |
| 20 | 吉田沙保里                                |      | 30歳                  | 2012年11月7日 （野田第3次改造内閣）       | アマチュアレスリング選手 | 世界大会13連覇という、レスリング競技史上前人未到の偉業を成し遂げ、国民に感動と希望、勇気を与えた。 | 真珠のネックレス (ミキモト製) | 紫綬褒章                                                  |
| 21 | 納谷幸喜 （大鵬幸喜）                     |      | 没後受賞 （満72歳没） | 2013年2月25日 （第2次安倍内閣）           | 大相撲力士               | 1960年代に“子どもの好きな物”として読売ジャイアンツや玉子焼きと並び称されることが流行語になったほどの人気者。大相撲史上最多となる32回の幕内優勝を成し遂げるなど、“昭和の大横綱”として相撲界に輝かしい功績を残すとともに、多くの国民に愛される国民的な英雄として社会に明るい夢と希望と勇気を与えることに顕著な業績があった。 | 掛け時計                      | 正四位 旭日重光章 文化功労者 紫綬褒章                     |
| 22 | 長嶋茂雄                                  |      | 77歳                  | 2013年5月5日 （第2次安倍内閣）            | プロ野球選手             | 闘志あふれるプレイと驚異的な勝負強さで野球史に輝かしい成績を残し、“ミスタープロ野球”として誰からも愛される国民的スターとしてプロ野球を国民的なスポーツにまで高め、野球界の発展にきわめて顕著な貢献をしたとともに、国民に深い感動と社会に明るい夢と希望を与える事に顕著な実績があった。なお、受賞日をこの日（2013年5月5日）に選んだ理由は、長嶋の背番号『3』、および長嶋のプロ生活から55年にちなむ。                                                                     | 純金製のバット                | 文化勲章 文化功労者                                       |
| 23 | 松井秀喜                                  |      | 38歳                  | 2013年5月5日 （第2次安倍内閣）            | プロ野球選手             | 長嶋茂雄との師弟関係にあり、ひたむきな努力と真摯なプレイにより日米通じて20年間にわたり常にチームの主軸を担い、日本人初となるワールドシリーズMVPの獲得など数々の素晴らしい成績を残し、“ゴジラ”の愛称で日米の国民から愛され、親しまれ、その活躍は社会に大きな感動と喜びを与え、多くの青少年に夢や希望を与えた。 なお、受賞日をこの日（2013年5月5日）に選んだ理由は、松井の背番号が『55』であるため。長嶋と松井の同時受賞は1984年の植村・長谷川以来、29年振り2組目となる。 | 純金製のバット                |                                                           |
| 24 | 伊調馨                                    |      | 32歳                  | 2016年10月20日 （第3次安倍第2次改造内閣） | アマチュアレスリング選手 | オリンピック競技大会史上初めて女子個人種目・格闘技系種目四連覇という世界的な偉業を成し遂げられ、多くの国民に深い感動と勇気、社会に明るい希望を与えたこと。 | 帯                            | 紫綬褒章                                                  |
| 25 | 羽生善治                                  |      | 47歳                  | 2018年2月13日 （第4次安倍内閣）           | 将棋棋士                 | 将棋界を牽引する棋士の第一人者として、1996年に初めて七冠を同時に制覇するなど比類なき功績を重ね、将棋界初の永世七冠という歴史に刻まれる偉業を達成、多くの国民に夢と感動を、社会に明るい希望と勇気を与えることに顕著な業績があった | 雨畑硯 熊野筆                 | 内閣総理大臣顕彰 紫綬褒章                                 |
| 26 | 井山裕太                                  |      | 28歳                  | 2018年2月13日 （第4次安倍内閣）           | 囲碁棋士                 | 囲碁界を牽引する棋士の第一人者として、顕著な功績を重ね続け、年間グランドスラムを含む囲碁界初の2度の七冠同時制覇という歴史に刻まれる偉業を達成、多くの国民に夢と感動を、社会に明るい希望と勇気を与えることに顕著な業績があった。井山が平成生まれでは初の国民栄誉賞受賞者となる。羽生善治と井山の同時受賞は、2013年の長嶋・松井以来5年振り、3組目となる。 | 雨畑硯 熊野筆                 | 内閣総理大臣顕彰 紫綬褒章                                 |
| 27 | 羽生結弦                                  |      | 23歳                  | 2018年7月2日 （第4次安倍内閣）            | フィギュアスケート選手   | 2018年平昌オリンピックフィギュアスケート男子で優勝し、男子シングル種目で66年ぶりとなる2連覇を達成、世界の歴史に残る快挙を成し遂げ、多くの国民に夢と感動を、社会に明るい希望と勇気を与えた。現在の受賞者の中で最年少記録保持者（個人）。記念品および金一封の授与を辞退した（受賞後の会見で「（被災地の）皆さんと共に取れた賞であり、個人的な気持ちは出したくない」と述べている）。                                                                                       | 辞退                          | 紫綬褒章                                                  |
| 28 | 国枝慎吾                                  |      | 39歳                  | 2023年3月17日 （第2次岸田内閣）           | 車いすテニス選手         | 車いすテニス4大大会及びパラリンピック車いすテニス競技男子シングルス優勝の生涯ゴールデンスラムを達成し、パラスポーツの社会的認知度向上とその発展に著しく貢献した。パラスポーツ選手の受賞は初めて。 | 腕時計 （グランドセイコー）   | 紫綬褒章                                                  |

### 多く授与した内閣総理大臣
- 7人…安倍晋三
- 4人…中曽根康弘
- 3人…宮澤喜一
- 2人…福田赳夫 、麻生太郎
- 1団体（人数という観点では最多）…菅直人

### 備考
- 他の栄典欄には日本政府による公式な顕彰を参考記載。王は2006年（平成18年）に2006 ワールド・ベースボール・クラシック日本代表に対する褒状（紫綬）を受けている。
- 他の栄典欄には官報の叙位叙勲欄、報道などで判明したものを掲載する（各受賞者の人物記事も参照）。芸術・文化等の特異性から同一人性の特定が容易な勲章・紫綬褒章と異なり、他の褒賞（たとえば、私財の公共への寄付等に応じて授与される紺綬褒章など）は官報等に掲載があっても同姓同名の他人に対する授与記録である可能性が排除できないため、本表には記載しない（したがって、各自がこの「他の栄典欄」に記載のない栄典を受けている可能性は排除されない）。
- 原則として日本国籍所持者たる日本国民が授与対象であるが、日本国籍保持者が初めて受賞したのは古賀正夫である。前述のように初の受賞者となった王は中華民国国籍で、日本国籍保持者以外の受賞者は現在に至るまで王ただ一人である。また、日本人で初めて存命中の受賞を達成したのは山下である（山下以前の日本人受賞者は全員没後に受賞となった）[注釈 4]。
- 日本国籍を持たない血統上の日本人（外国生まれなどによって生まれながらにして他国籍の者や、他国に帰化して日本国籍を喪失した者など）が受賞した事例は現在に至るまで存在しない（王は母親は日本人だが父親が中国人なので、この例には当てはまらない）。
- プロ野球選手の受賞者はすでに4人を数える。

## 辞退した人物
賞の歴史上、以下の人物が受賞を辞退したことが明らかになっている。
- 福本豊 - 1983年（昭和58年）6月に当時の世界記録となる通算939盗塁を達成。中曽根康弘首相から授与を打診されたが、「そんなんもろたら立ちションもでけへんようになる」（本人談）として辞退した[27][28]。日本全国向けには「呑み屋に行けなくなる」と報道された[29]。実際は「王さんのような野球人になれる自信がなかった。記録だけでなく広く国民に愛される（ライバル球団のファンにも一目置かれる）人物でないといけないと解釈した」という心中を語っている[30]。福本本人は昭和63年に現役を引退したが、すでに首相は別の人物に交代しており、再度打診されることはなかった。なお大阪府知事の賞詞は受賞している[29]。
- 古関裕而 - 1989年（平成元年）の没後に海部俊樹首相から授与が遺族に打診されるも、古関の遺族が辞退している[31]。古関の長男の古関正裕は「元気に活動している時ならともかく亡くなったあとに授与することに意味があるのか」と没後追贈に疑問を持ったことを辞退の理由とした[32]。
- イチロー - 2001年（平成13年）、メジャーリーグで日本人選手史上初となるMVPを獲得する活躍を見せたことにより、第1次小泉内閣から授与を打診されたが、「まだ若いので、できれば辞退したい。いただけるものなら、野球人生が終わったときにいただけるよう頑張りたい」と固辞した[33]。イチローは2004年（平成16年）にもメジャーリーグのシーズン最多安打記録を更新したことから授与を検討されたが、野球を続けている間は受け取らない意志を示し、再度固辞した[33][27][34]。その後、2019年（平成31年）3月にイチローが現役引退したことを受け、政府が再々度打診するも、やはり固辞した。イチロー本人は代理人を通して「人生の幕を下ろしたときにいただけるよう励みます」とコメントを残した[35]。同年11月、安倍晋三（第4次安倍第2次改造内閣）との会食[36]の際に4度目の打診が行われ、これも固辞したとの報道があった[37][38][39]。
- 羽生結弦 - 2018年（平成30年）に賞自体は受賞したが、記念品の授与は辞退している。歴代受賞者（団体受賞含む）の中で記念品の授与を辞退しているのは羽生のみである。
- 大谷翔平 - 2021年（令和3年）、メジャーリーグでイチロー以来2人目となるMVPを獲得したことにより授与が打診されたが、本人が「まだ早いので今回は辞退したい」として固辞したことを11月22日、官房長官松野博一が明らかにした[40][41]。

## 授賞に係わる問題点
受賞が検討されるのは、現役引退、記録達成、オリンピックでの記録樹立といった節目がきっかけになることが多く、結果的に国民的に人気の高い種目のスポーツ選手は若年で授与される傾向にあり、生涯現役になりやすい芸能人・文化人にはそれがないために多くが死去時に初めて検討される傾向にある。そのため、美空ひばりや黒澤明らに対する授与など、没後追贈者が過半数を占めることについて「なぜ存命のうちに授与しないのか」との声があり、2003年に開かれた文化庁の「映画振興に関する懇談会」でも委員から、社会的認知という点において、三船敏郎の死去時に国民栄誉賞を与えるという話があったこと、決定権を持つ総理大臣の個人の主観で受賞者が決定されることが挙げられ、文化芸術分野は文化庁等で話し合って受賞者を決めて欲しいという意見が出された。
評価基準が非常に曖昧であり、2004年に当時の内閣官房長官細田博之は選考について「確たる基準がなく、（総理大臣個人の）その時々の判断」とし、「王貞治に授与されて長嶋茂雄には授与されていない」という意見や、多くの国民から受賞間違いなしと評価されていながらも受賞に至らなかった高倉健の例など、線引きの難しさを指摘している。2018年に羽生結弦への授与が取り沙汰された際は、同等以上の功績を持つスポーツ選手への授与が過去に無かったこともあり、政治家や評論家のみならず現役スポーツ選手からも疑問が呈され、勲章としての価値への言及もされるなど、大きな議論を呼んだ。
授与時の政権の思惑に基づくものであるという疑念や批判も常にあり、授与の検討報道がされるたびに、「政権浮揚が目的」、「贈られる側の賞ではなく、贈る側（政治家のため）の賞だ」、「スポーツの政治利用」などの批判意見が常に出て、顕彰の事務手続きを行う内閣府官僚も、「結局、時の政権が『国民栄誉賞を出したい』と言えば出さざるを得ない」としている。元ラグビー選手で神戸親和女子大学教授の平尾剛はこれをジュールズ・ボイコフの云う「スポーツウォッシング」だと評している。なお2021年にNHKが賞と内閣支持率との関係を調査したところ、授与により支持率が上昇した例は少なく、逆に下がった事例が多数あることから、政権浮揚の効果はほぼ無いと結論づけている。
2011年7月にサッカー日本女子代表が団体では初の受賞となったことについて、表彰規定では表彰対象を「適当と認める者」としており、行政用語の場合は者に該当するのは個人や法人であり団体（集団、グループ）は含まれない場合が多く、国民栄誉賞を団体に授与するなら表彰規定の見直しが必要との意見もある。当時の総理大臣である菅直人は、国民が皆で喜べることから国民栄誉賞の案が浮上し、チームで勝利したことからチーム全体への授与としたと語っている。
なお、ワールドベースボールクラシックで世界一になった侍ジャパンには授与されていない。